# Икономика на Швейцария
Швейцария е процъфтяваща и стабилна модерна пазарна страна с брутен вътрешен продукт, по-висок от този на големи западноевропейски страни. Традиционно е известна с:
- световно значимия швейцарски банков сектор – Обединена банка на Швейцария (UBS), Credit Suisse, Swiss National Bank, Zurich Cantonal Bank, Кантоналната банка на Базел, Юлиус Баер и пр., най-дълго съществувалата самостоятелно в страната частна банка „Вегелин" създадена в 1741 г. в януари 2013 г. се слива с Райфайзен банк – Швейцария.
- фармацевтичните, химически и козметичните си компании като: Рош, Сандоз, Новартис и др.,
- производството на точно прибороствоене и часовници – Swatch, Zenith, Doxa, Omega, Rado, Perrelet, Maurice Lacroix, Bulova, Louis Erard, Longines, Balmain, Quinting, Balmain, Tag Heuer, Breitling, Frederique Constant, Gucci и пр.,
- с универсалните армейски джобни ножчета на Wenger и Victorinox[10],
- производството на шоколади – компанията Нестле (въвела продуктите „нескафе“, „нескуик“ и ред други в хранителния и фармцефтичния сектор), фабриките Сушард (Milka), Toblerone в Базел, Lindt & Sprüngli в Килхберг и Teuscher в Цюрих, Alprose, Camile Bloch, Favarger, Frey, Maestrani, Villars Maître и пр.[11],

Страната е член на Европейската асоциация за свободна търговия. През последните години се стреми да спазва изискванията на Европейския съюз, за да увеличи своята международна конкурентоспособност. Пълноправното членство в ЕС е крайната цел на швейцарското правителство в дългосрочен план. Поради тази причина е създадена Интеграционна служба при Министерството на икономиката и външните работи.
За да се минимизират негативните последствия от изолацията на Швейцария от останалите държави в Европа, през 1999 е подписано споразумение за увеличаване на икономическите връзки между Швейцария и ЕС. Продължават да се обсъждат по-нататъшните области за взаимно сътрудничество. През 1992 Швейцария гласува против членството в Европейската икономическа общност и оттогава поддържа и развива връзки с другите европейски страни чрез двустранни споразумения.

## Стопанска структура
Швейцария е развита индустриална страна с модерно и интензивно селско стопанство. Нейната икономика е свързана с широкия европейски и задокеански пазар. Тя е един от главните финансови и банкови центрове в света. Традиционно силно се развиват международния туризъм и външната търговия. По жизнен стандарт страната заема второ място в света. Световноизвестни са отрасли от нейната промишленост – производство на часовници, на млечни продукти, на шоколад, банковото дело и животновъдството.
Швейцарската промишленост се характеризира с голяма зависимост от вноса на суровини и се специализира в производството на скъпоструващи и висококачествени изделия, изискващи малко суровини и висококвалифициран персонал. Част от отраслите на възникнали като отделна промишленост – часовникарска, текстила и галатериина. Водеща роля имат машиностроенето (по-точно приборостроене и производството на транспортни и текстилни машини), електрониката, химическата, хранително – вкусовата и текстилната промишленост.
Развитието на енергетиката се базира на големите хидроенергийни запаси на швейцарските реки. Само 10% от енергийните нужди на страната са задоволеени от собствени горива – нефт, въглища и газ. Недостигът се компенсира с внос на въглища от Германия и на нефт от Близкия изток и Северна Африка чрез нефтопровода Генуа – Енгъл. Над 60% от електроенергията се получава от ВЕЦ по реките Рона, Рейн и Ааре. По електроенергия на глава от населението Швейцария заема едно от първите места в света. За западните райони се внася електроенергия, но от източните се изнася голямо количество.
Малките предприятия за металургия в страната работят само с вносни суровини и метален лом. Общото проиводство на стомана и чугун е 1 млн. тона годишно, количество което не задоволява нуждите на страната и затова се внася допълнително. От Франция се внася необработен боксит които с евтина собствена електроенергия се преработва и по-голямата част от получения алуминий се изнася.
Машиностроенето е най-важния отрасъл на промишлеността. Пройзвеждат се почти всички видове машини, като делът на страната в световния износ на машини е 10%. Развито е проиводството на електротурбини, елдвигатели, машини за полиграфическата, хранително-вкусовата, хладилната и металообработващата промишленост. Швейцария е известна с производството на металорежещи машини, на двигатели с вътрешно горене, на електроизмервателни уреди. Голям дял има фината механика главно с производството на часовници, което има многовековна традиция. До средата на 20 век на всеки 10 часовника в света 7 са произведени в Швейцария. Времето на швейцарския монопол в производството на измерватели на времето е вече минало. Сега вече в страната не се произвеждат евтини и масови часовници а се произвеждат прецизни и скъпи часовници. Своеобразен конкурент в производството на часовници е Италия където в нелегални фабрики се произвеждат швейцарски имитации. Швейцария осигурява половината от световния износ на часовници. Преобладават малките и средните предприятия и само 3 завода имат над 1000 работници. Големи известни фирми за часовници са: „Омега“, „Таван“, „Лангендорф“, Watch, които устояват на конкуренцията на електронните часовници производство на Хонконг, Южна Корея и Япония. Фирмата „Омега“ е основана през 1848 г. Нейната централа е в гр. Бил. Има представителства в 156 точки от света. Произвеждат се атомни часовници които за 3000 години дават една секунда отклонение.
Наличието на минерални соли в района на Базел и излишъкът на електроенергия са създали благоприятни условия за развитие на химическата промишленост. Останалите химически суровини са вносни, предимно от Южна Франция. Страната се специализира в изработването на фармацевтични изделия. Произвеждат се и анилинови и багрилни вещества, химически торове, пластмаси, изкуствени влакна, парфюмерийни изделия.
Един от най-старите отрасли е текстилната промишленост. Произвеждат се висококачествени фини тъкани от изкуствени и естествени влакна. Застъпени са копринената, вълнената и памучната промишленост. В условията на занаятчийско и домашно производство се изработват шевици, кърпи за глава и други битови тъкани. Този дял има експортна насоченост.
За хранително – вкусовата промишленост най-голямо значение има млекопреработването което се базира изцяло на местни суровини. Произвеждат се 24 вида сирене, сгъстено сухо мляко, масло, млечен шоколад и бонбони. В страната има 23 бонбонени и 16 шоколадови фабрики даващи около 100 хил тона годишна продукция, 40% от която се изнася. В страната има още предприятия за консерви, захар, вино, бира и др.
Селското стопанство на Швейцария е механизирано и високоинтензивно, но дава около 5 % от националния доход. Поради планинския релеф се разорават само 8% от земите. 60% от обработваемата земя е заета от зърнени култури – пшеница, по-малко царевица, ечемик, ръж, овес. Получените суровини не са достатъчни и се налага внос на пяница от Канада и Аржентина. Картофите са втора по важност култура. С тях се заема 20% от площите. Отглеждат се още захарно цвекло, тютюн и др.
Швейцария е жп и шосеен кръстопът на Европа. През страната минават и най-важните европейски въздушни линии. От международно значение са летищата на Цюрих, Женева и Базел, обслужвани от авиокомания „Свисер“ (Swiss Air).
Швейцария е класическа страна на туризма. Гошно се посещава от над 10 млн. туристи които внасят 3 млрд. $ приходи. Богата е туристическата база от хотели, санаториуми и курорти. Най-посещавани са големите градове, езерата и зимните курорти (Давос, Бад Скоул, Флимс).
С право наричат Швейцария световна банка. Към нейните банки се стичат пари от всички посоки. Банките са 580, а с филиалите си – 4500. На 1300 души се пада по една банка. Географията на влоговете обхваща 84 страни. Неспазването на тайната на влога се наказва със затвор и голяма глоба.
На страната се пада 2 % от световния външнотърговски оборот. В чужди предприятия които се ръководят от швейцарски капитали работят над 3,5 млн. дущи, повече отколкото в самата Швейцария.
Важни търговски партниори на страната са страните от ЕС – Германия, Франция, Италия, Великобритания, а също така САЩ, Австрия и Швеция.

## Железопътен транспорт
Швейцарската железница има отсечки с дължина 5636,2 километра. През 2009 година средностатистически всеки живущ в Швейцария е пътувал 49 пъти с влак – най-често за Европа. Средната пропътувана дистанция е 2291 километра годишно – по този показател Швейцария е на първо място в света. 